# Death Came Through a Phantom Ship
Death Came Through a Phantom Ship — другий альбом симфоблек колективу Carach Angren. Виданий лейблом Maddening Media 26 лютого 2010-го. Концепція — осучаснена інтерпретація легенди про «Летючого голландця». Перевидання 2013-го, на Season of Mist, містило додаткові композиції з попередніх праць колективу.

## Загальна інформація
| #     | Назва                                | Тривалість |
| ----- | ------------------------------------ | ---------- |
| 1.    | «Electronic Voice Phenomena»         | 04:26      |
| 2.    | «The Sighting Is a Portent of Doom»  | 03:57      |
| 3.    | «...and the Consequence Macabre»     | 03:25      |
| 4.    | «Van der Decken's Triumph»           | 04:05      |
| 5.    | «Bloodstains on the Captain's Log»   | 01:17      |
| 6.    | «Al betekent het mijn dood»          | 05:04      |
| 7.    | «Departure Towards a Nautical Curse» | 03:21      |
| 8.    | «The Course of a Spectral Ship»      | 04:41      |
| 9.    | «The Shining Was a Portent of Gloom» | 02:34      |
| 43:47 |                                      |            |

| Додаткові композиції перевидання 2013-го | Додаткові композиції перевидання 2013-го | Додаткові композиції перевидання 2013-го |
| #                                        | Назва                                    | Тривалість                               |
| ---------------------------------------- | ---------------------------------------- | ---------------------------------------- |
| 10.                                      | «The Ghost of Raynham Hall»              | 04:54                                    |
| 11.                                      | «Ethereal Veiled Existence»              | 05:25                                    |
| 12.                                      | «Sepulchral Disequilibrium»              | 03:32                                    |
| 57:38 (загальна диску)                   |                                          |                                          |

## Склад гурту на момент запису
- Деніс «Seregor» Дроомерс — вокал та гітара
- Клеменс «Ardek» Веєрс — оркестрування, клавішні, бек-вокал
- Іво «Namtar» Веєрс — ударні

### Запрошені виконавці
- Патрік Даміані — бас
- Нікос Маврідіс — скрипка (треки 3, 4, 5 і 9)